# St. Rupert (Oberdießen)

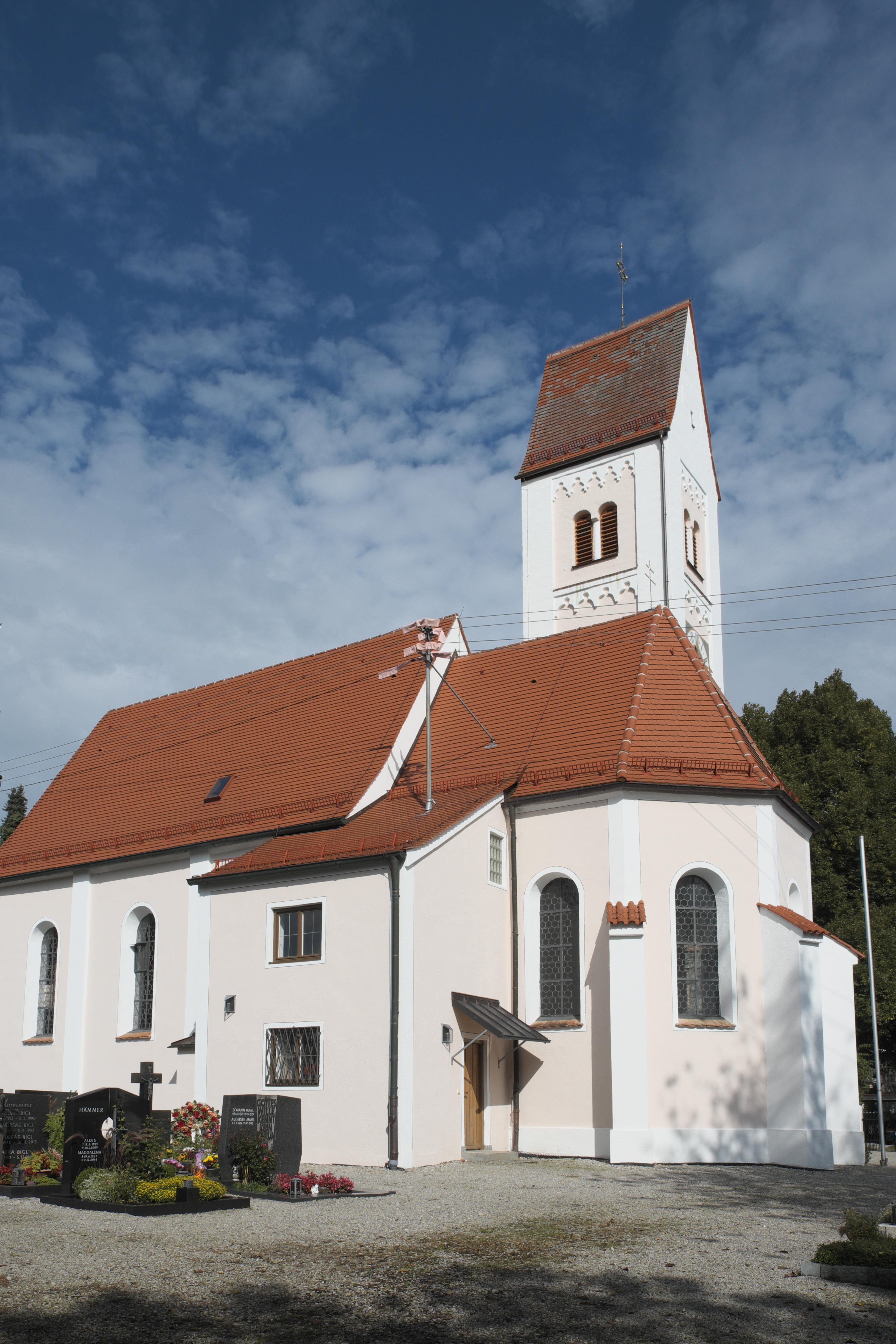
Pfarrkirche St. Rupert

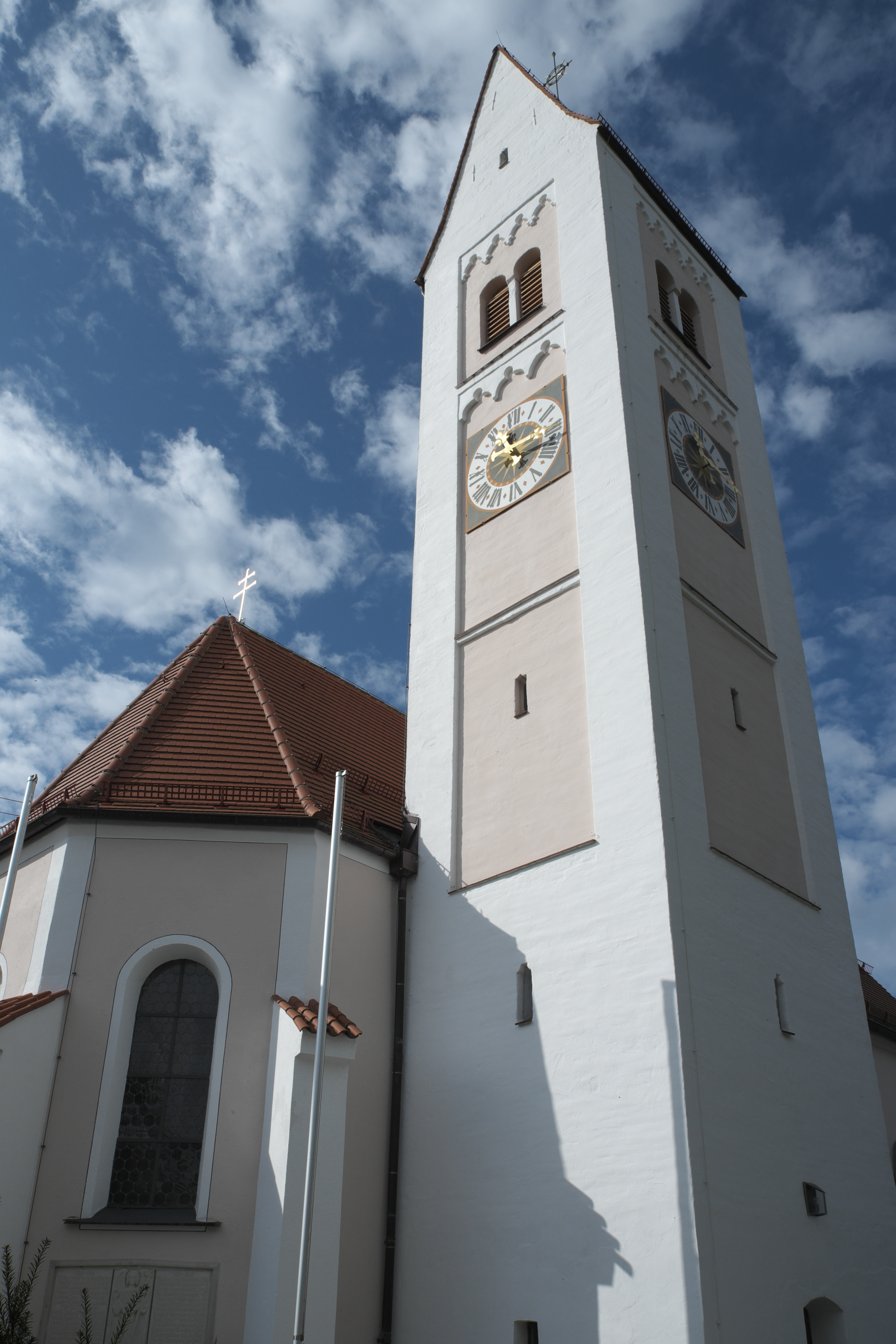
Glockenturm

Die katholische Pfarrkirche St. Rupert in Oberdießen, einem Ortsteil der Gemeinde Unterdießen im oberbayerischen Landkreis Landsberg am Lech, ist im Kern ein spätgotischer Bau aus dem 15. Jahrhundert, der um 1740 barockisiert wurde. Kirchenpatron ist der heilige Rupert, Bischof von Worms und erster Bischof von Salzburg. Die von einem ummauerten Friedhof umgebene Kirche ist ein geschütztes Baudenkmal. 

## Architektur

### Außenbau
Das dreiachsige, von einem Satteldach gedeckte Langhaus wird außen durch Lisenen gegliedert. Die hohen Rundbogenfenster sind mit Faschen verziert. In der Westfassade, an die 1848 ein Vorzeichen angebaut wurde, öffnet sich unter dem Giebel ein halbrundes Fenster. 
Im nördlichen Chorwinkel steht der ebenfalls mit einem Satteldach gedeckte Glockenturm, der durch Ecklisenen und Blendfelder mit Dreipassfriesen gegliedert ist. Das Glockengeschoss ist auf drei Seiten von rundbogigen, gekuppelten Klangarkaden durchbrochen. Im südlichen Chorwinkel steht die zweigeschossige Sakristei, die mit einem Pultdach gedeckt ist. 

### Innenraum

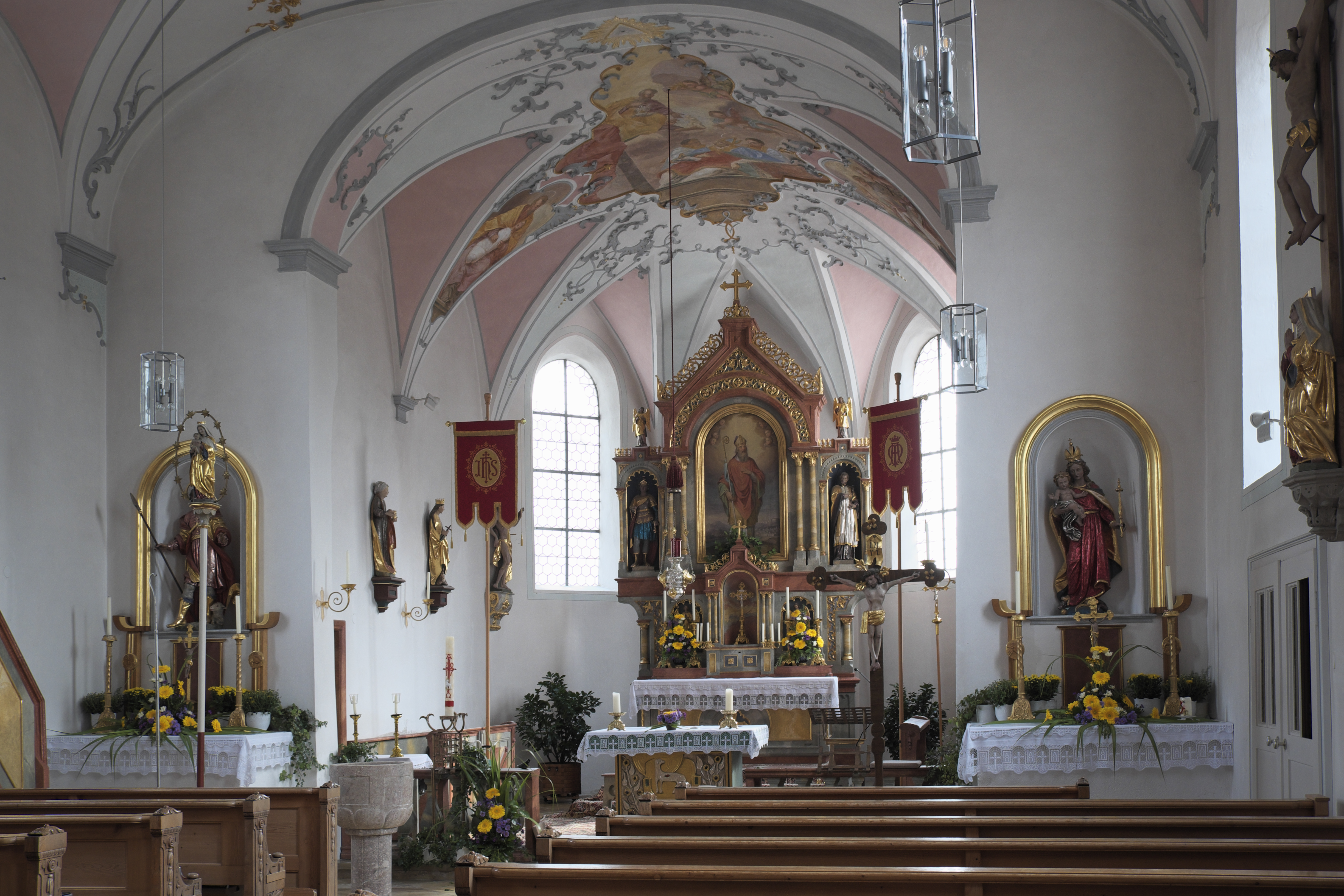
Innenraum

Das einschiffige Langhaus wird von einer Stichkappentonne gedeckt. Ein korbbogiger Chorbogen führt zum eingezogenen Chor mit Dreiachtelschluss. Den westlichen Abschluss des Langhauses bildet eine auf schmalen Holzpfeilern aufliegende Empore, auf der die Orgel eingebaut ist. Der Stuckdekor, der vorwiegend aus Laub- und Bandelwerk besteht, wurde um 1740 geschaffen.

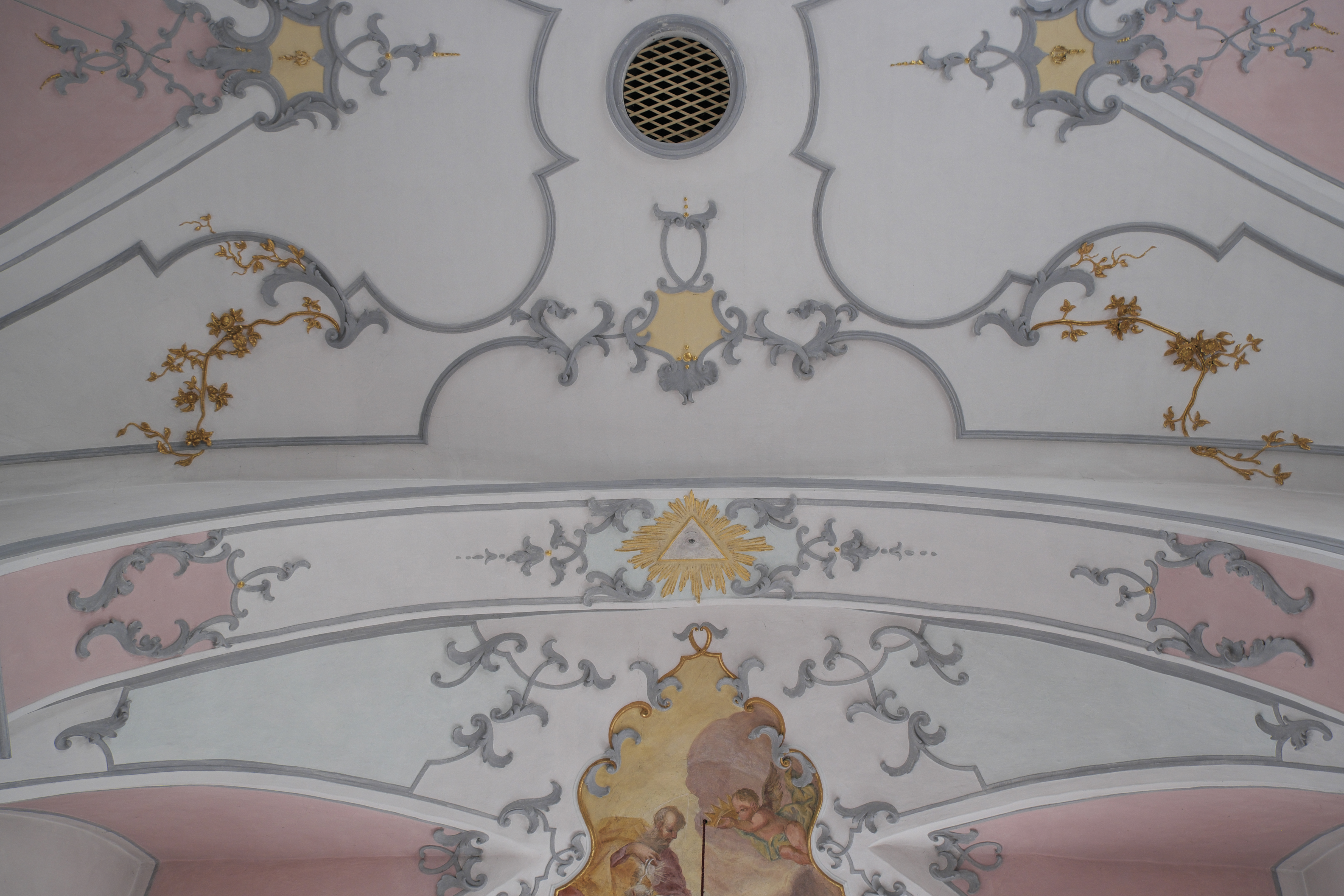
Stuckdekor
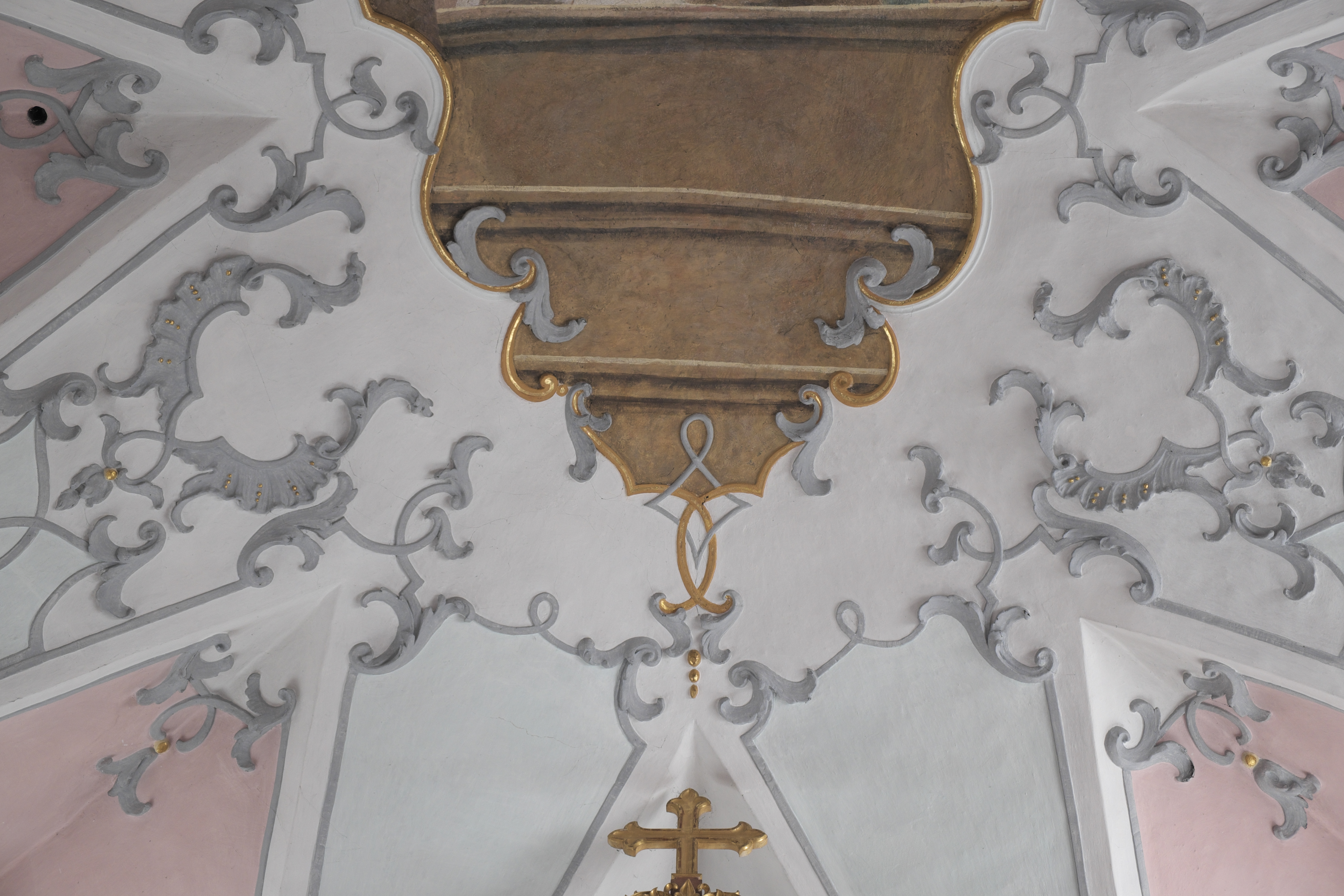
Stuckdekor
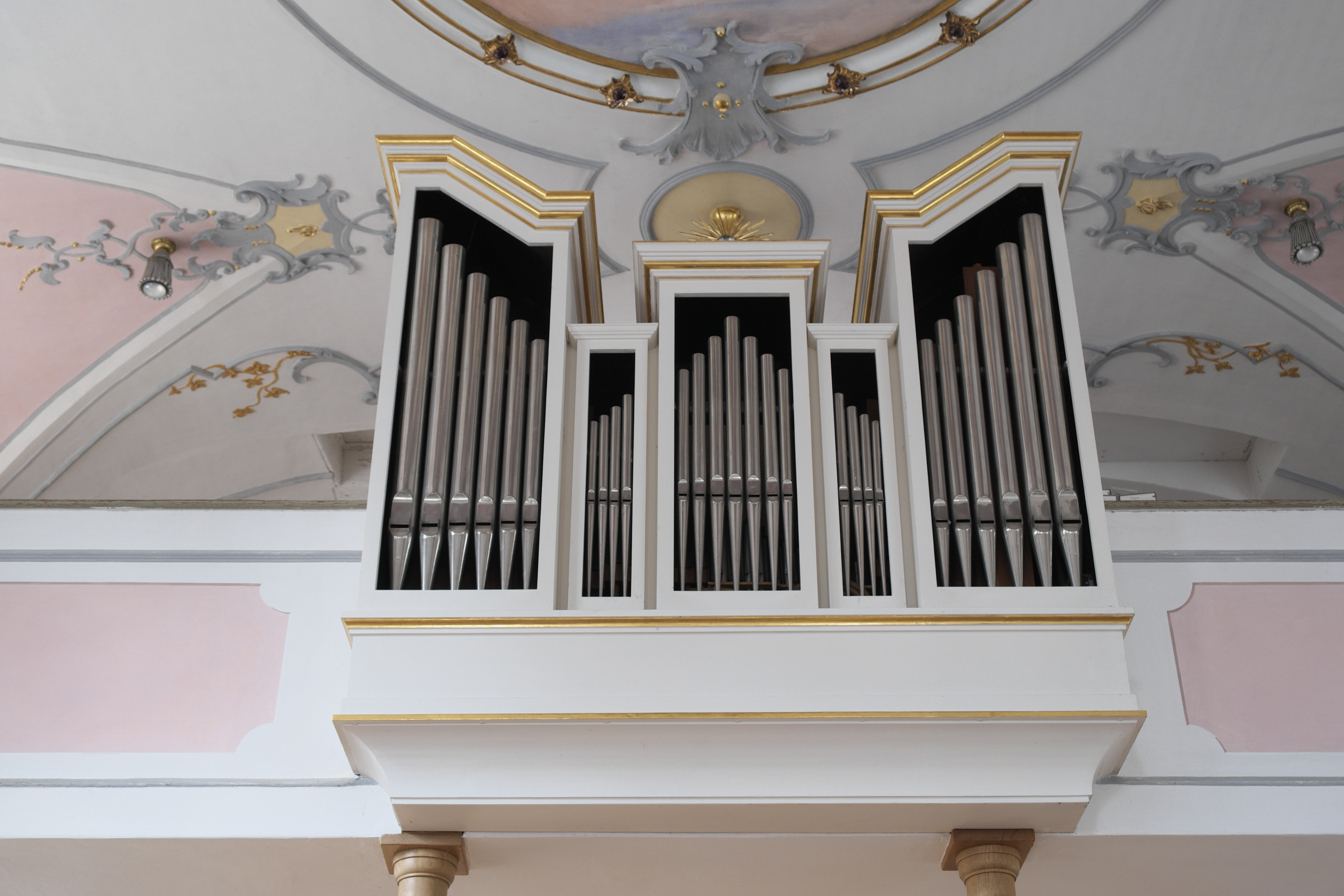
Orgel

## Deckenmalerei

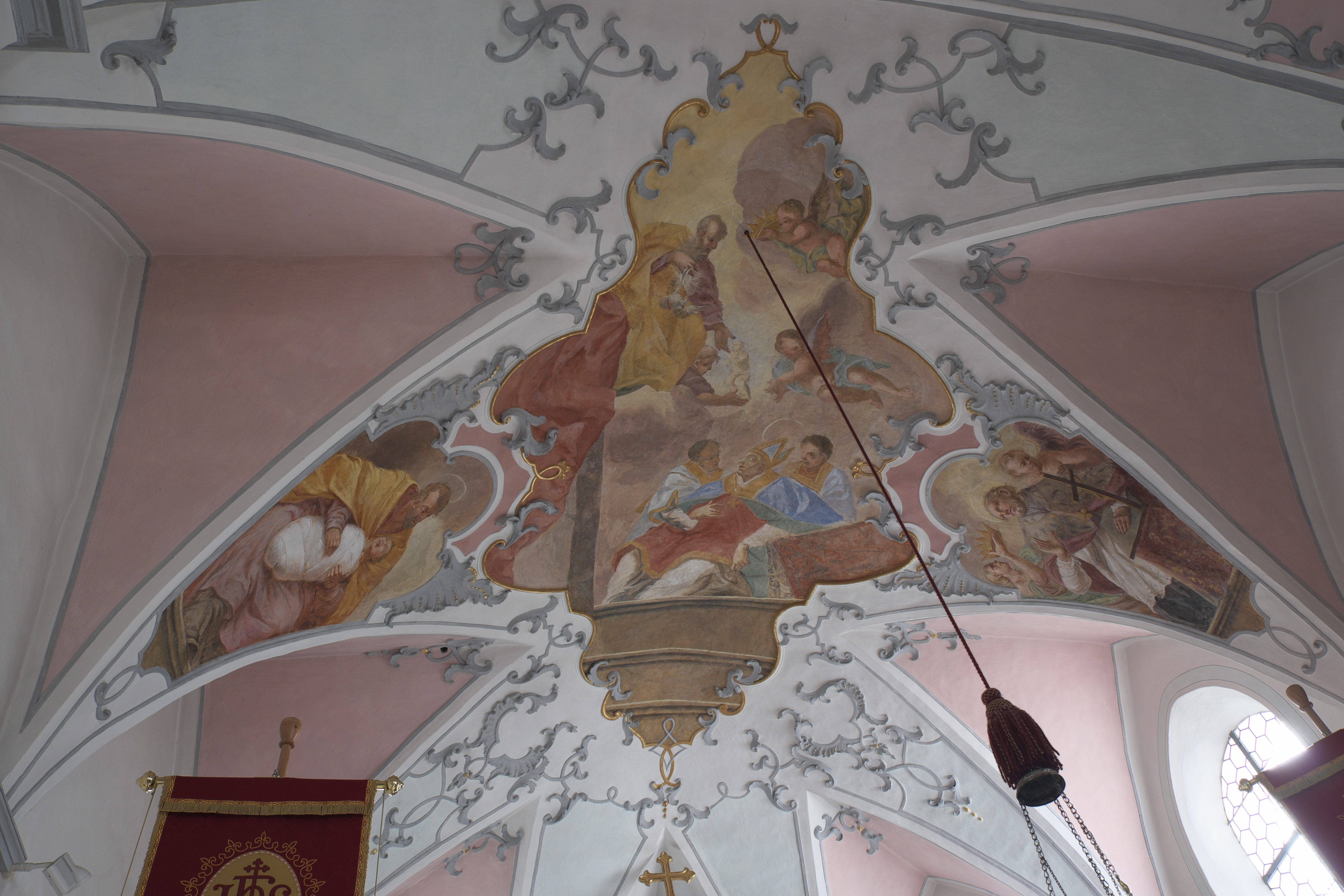
Chorfresko

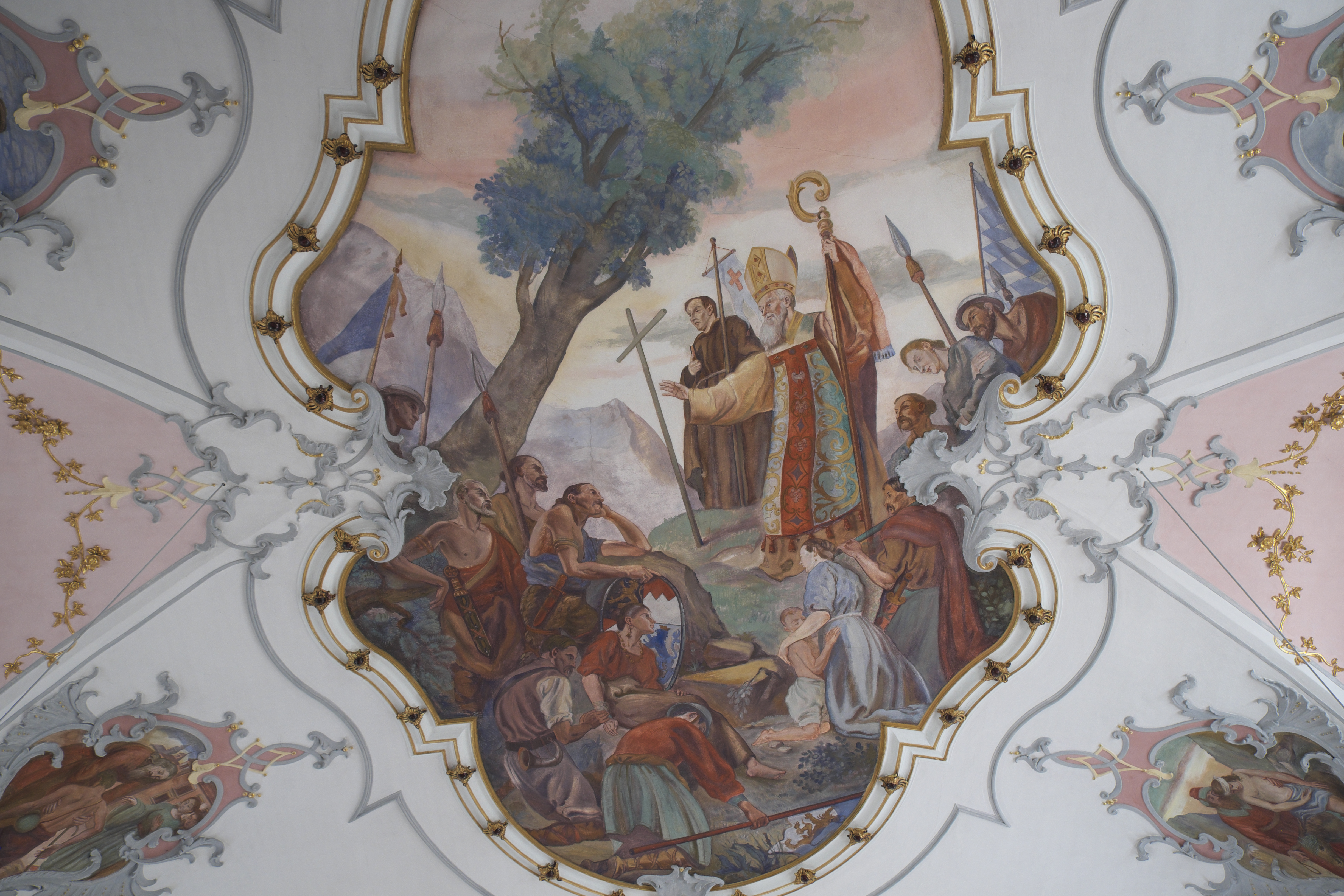
Deckengemälde im Langhaus

Die Deckenfresken wurden 1741 von Matthias Wolcker aus Dillingen an der Donau ausgeführt und in den Jahren 1869 und 1922 übermalt. Die heutigen Deckenmalereien mit der Darstellung des heiligen Rupert, des Kirchenpatrons, sind eine Arbeit von Franz Reinhardt aus dem Jahr 1922. Das ursprünglich von Matthias Wolcker geschaffene Chorfresko wurde 1961 wieder freigelegt. Es stellt den Tod des heiligen Rupert dar, in den seitlichen Kartuschen sieht man Johannes Nepomuk und – eine Ergänzung aus dem Jahr 2008 –  den heiligen Joseph mit dem Jesuskind.

## Ausstattung

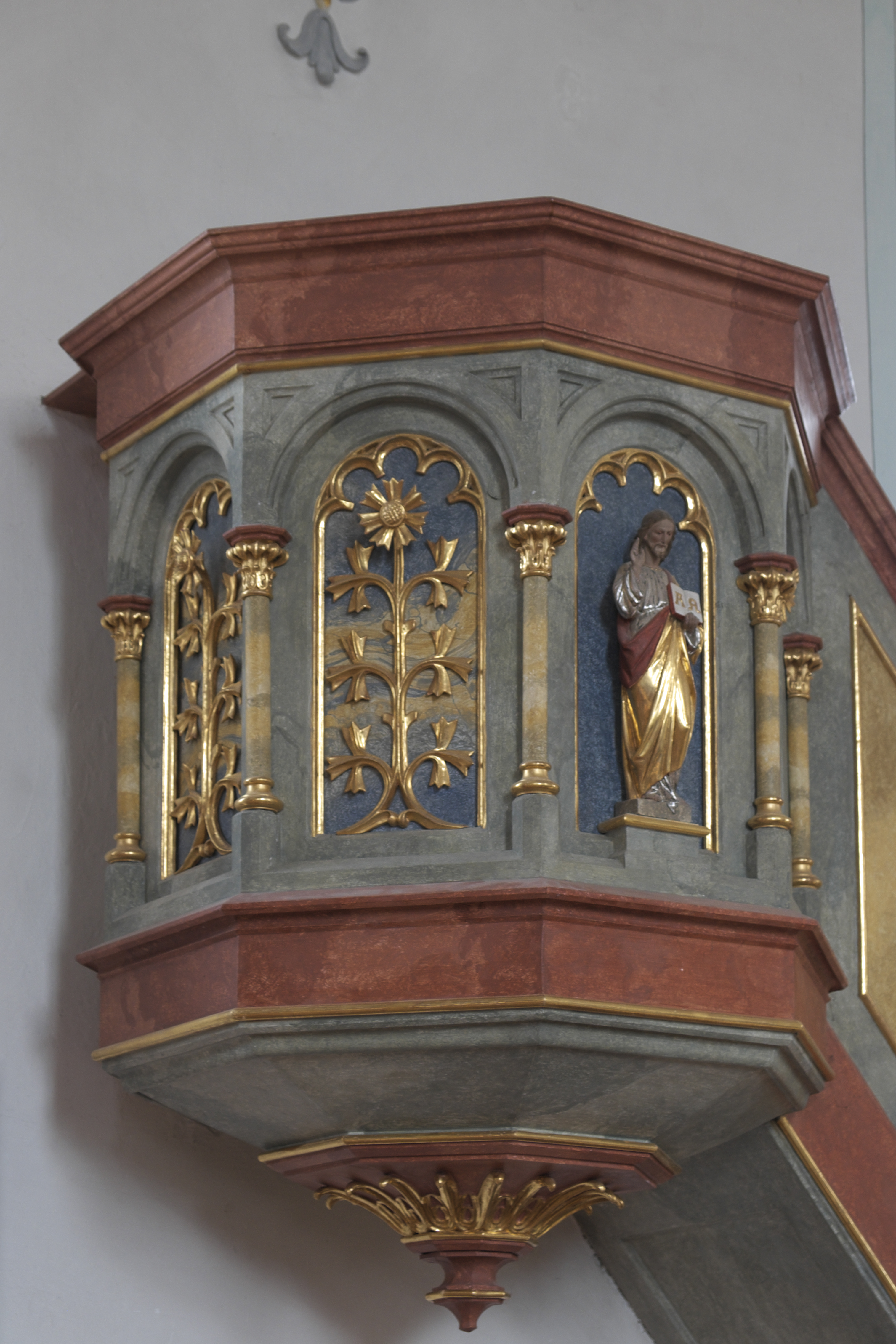
Kanzelkorb

- Der im Rundbogenstil ausgeführte Hochaltar wurde im Jahr 1880 überarbeitet. Die Figuren der Seitennischen, der heilige Franz Xaver und der heilige Sebastian, wurden von dem in München tätigen Bildhauer Leopold Mutter ergänzt. Das Altarblatt mit der Darstellung des heiligen Rupert malte Johann Nepomuk Weckerle aus Edelstetten.
- An die neuromanischen Seitenaltäre, die 1857 eingebaut worden waren und 1960 entfernt wurden, erinnern nur noch von vergoldeten Stichbogenrahmen eingefasste Nischen, in denen die Schnitzfiguren einer Madonna mit Kind und des heiligen Wendelin aufgestellt sind.
- Die Kanzel wurde 1879 geschaffen, der Schalldeckel wurde 1961 entfernt.
- Die Figuren an der nördlichen Chorwand, die heilige Barbara von Nikomedien und Maria Magdalena, werden um 1500 datiert.
- Die Figuren des heiligen Sebastian und des heiligen Rochus von Montpellier sind Arbeiten aus der Mitte des 18. Jahrhunderts.
- Die Kreuzwegbilder mit ihren vergoldeten Rocaillerahmen stammen aus dem späten 18. Jahrhundert.
- Die Wangen der Kirchenbänke wurden im 19. Jahrhundert geschnitzt.

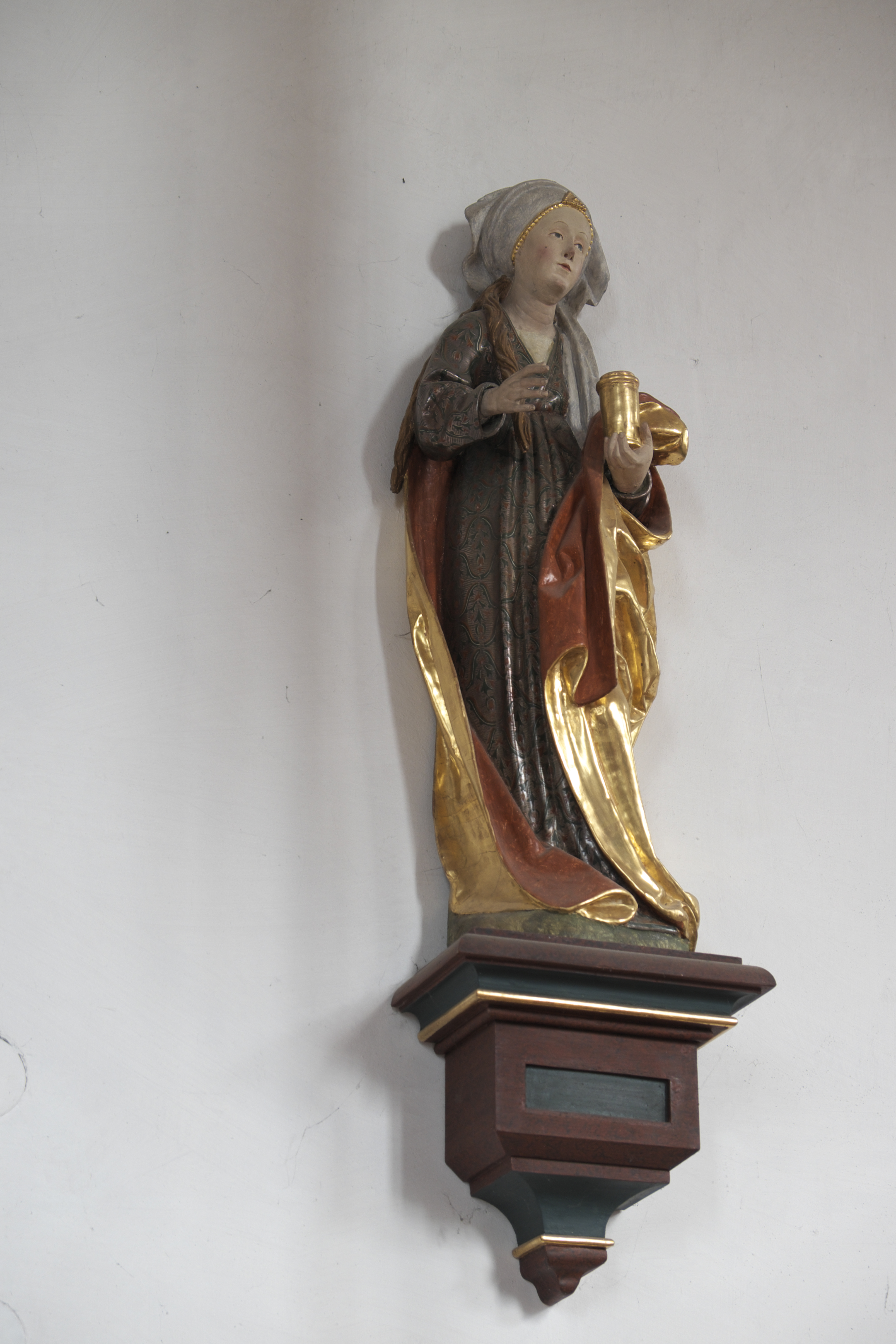
Heilige Barbara
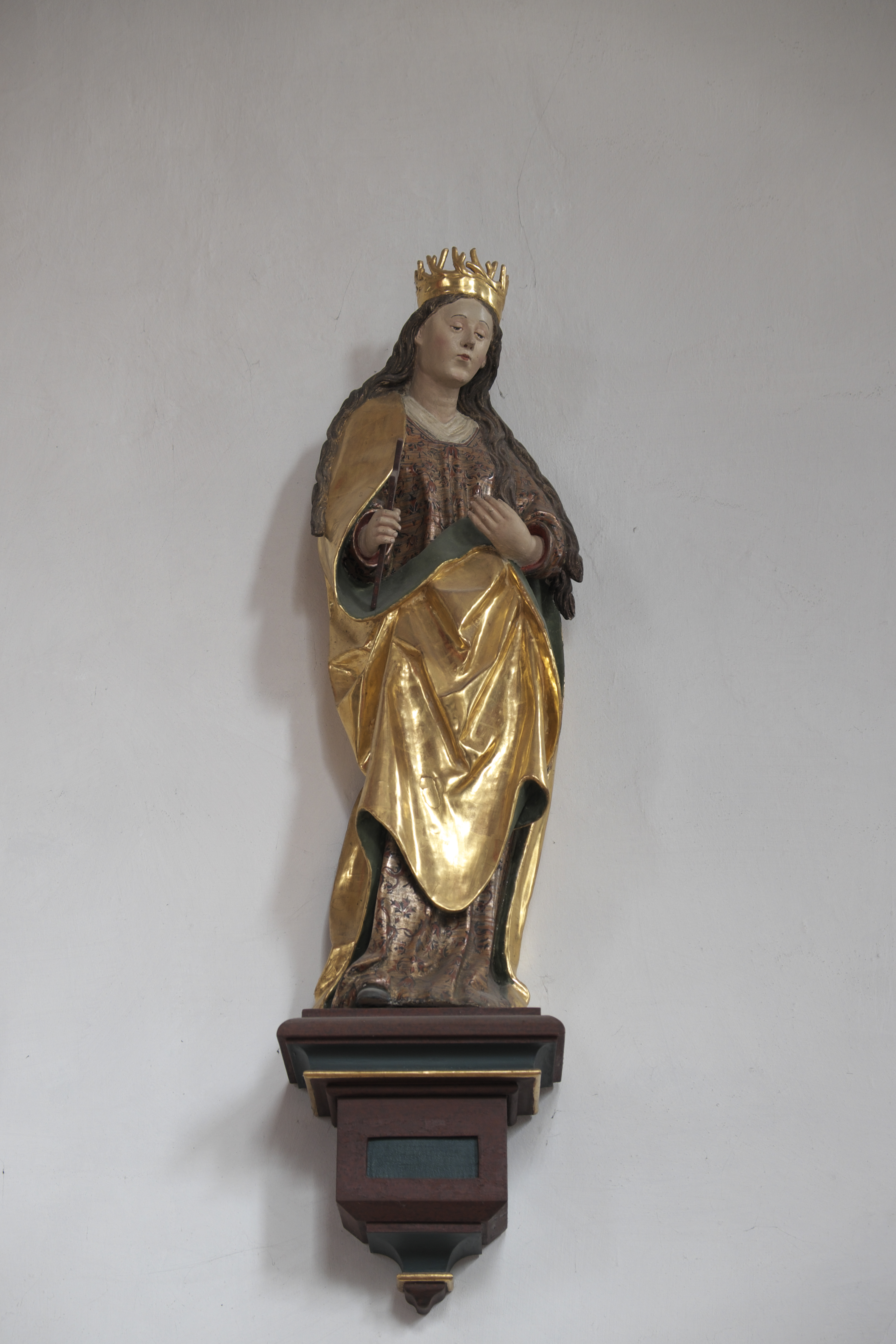
Maria Magdalena
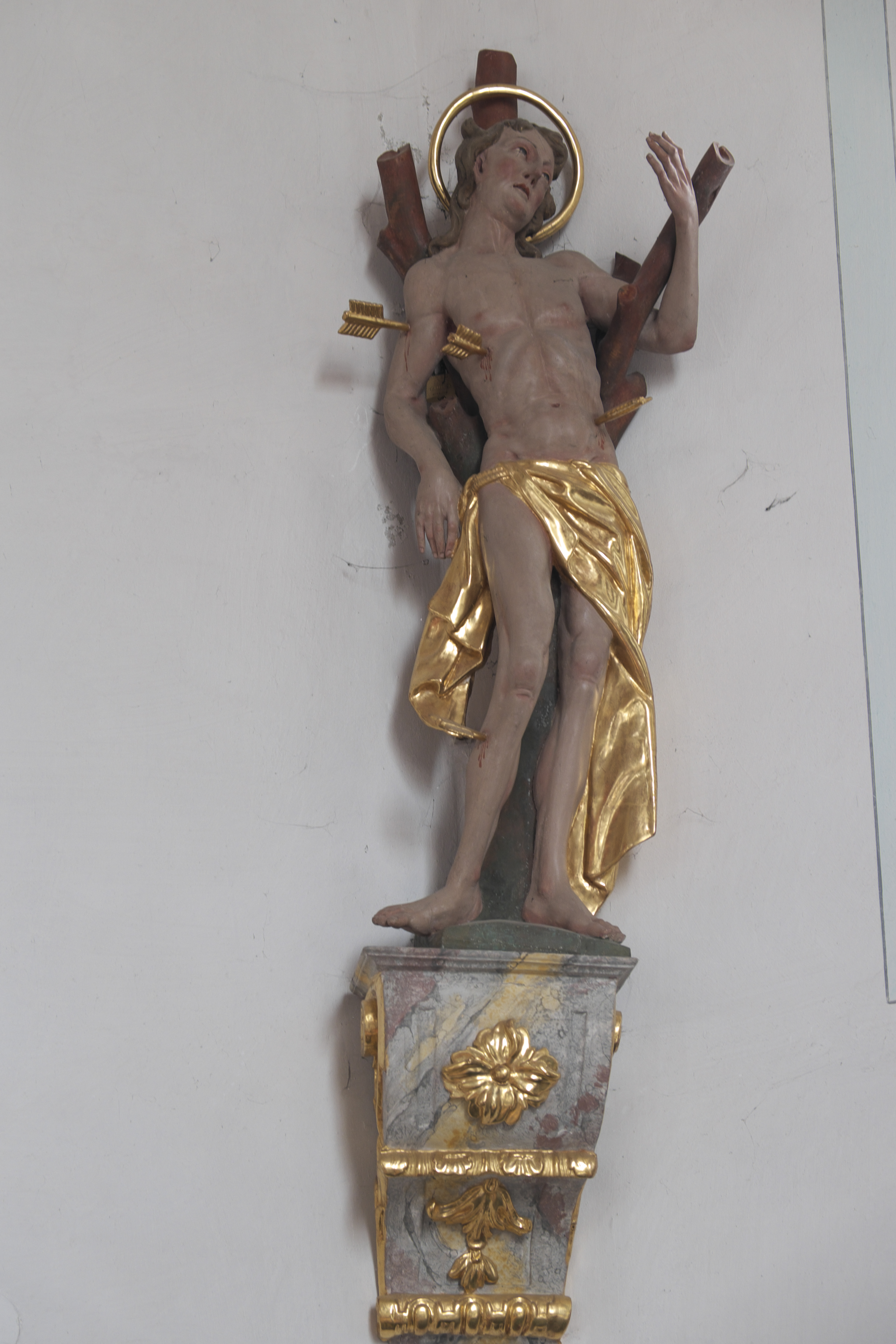
Heiliger Sebastian
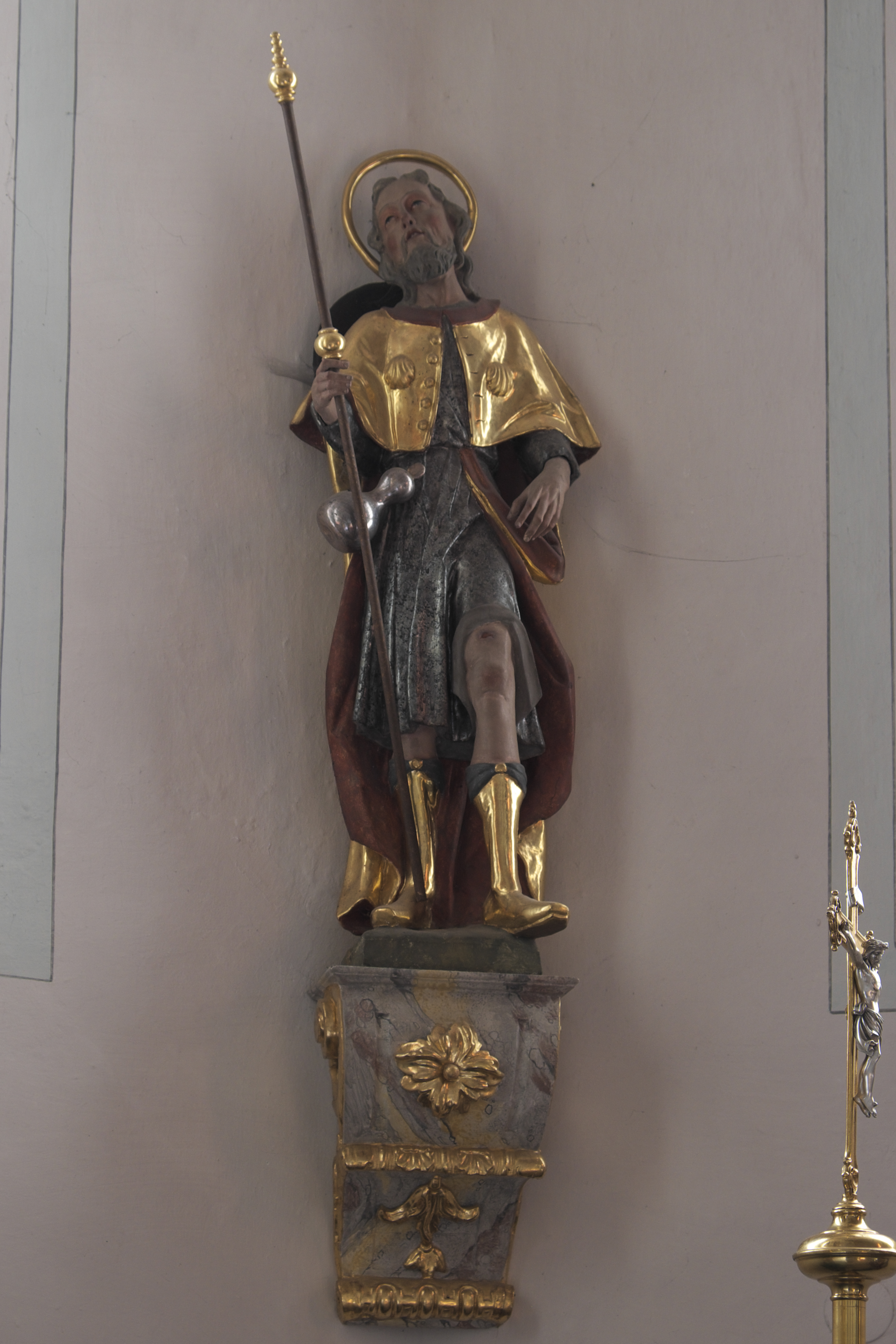
Rochus von Montpellier